# Ted Lasso
Ted Lasso é uma série de televisão de comédia estadunidense desenvolvida por Bill Lawrence, Jason Sudeikis, Joe Kelly e Brendan Hunt, baseada em um personagem de mesmo nome que Sudeikis interpretou pela primeira vez em uma série de comerciais para a cobertura da NBC Sports da Premier League. A série estreou com os três primeiros episódios na Apple TV+ em 14 de agosto de 2020, sendo renovada para uma segunda temporada de 12 episódios cinco dias após sua estréia, que estreou em 23 de julho de 2021. Em outubro de 2020, a série foi renovada para uma terceira temporada. Em 2023 foi lançada a sua terceira temporada contendo 12 episódios. Em 14/03/2025 a Apple TV + anunciou que a série foi renovada para a 4ª temporada, com previsão de início das filmagens para julho, sem data prevista ainda de ir ao ar.

## Elenco e personagens

### Principal
- Jason Sudeikis como Ted Lasso
- Hannah Waddingham como Rebecca Welton
- Phil Dunster como Jamie Tartt
- Brett Goldstein como Roy Kent
- Brendan Hunt como Coach Beard
- Nick Mohammed como Nathan Shelley
- Jeremy Swift como Leslie Higgins
- Juno Temple como Keeley Jones
- Sarah Niles como Sharon (2° temporada)[1]

### Recorrente
- Toheeb Jimoh como Sam Obisanya
- Stephen Manas como Richard Montlaur
- Billy Harris como Colin
- Kola Bokinni como Isaac
- Cristo Fernández como Dani Rojas
- James Lance como Trent Crimm
- Jimmy Akingbola como Ollie
- Anthony Head como Rupert Mannion
- Keeley Hazell como Bex, a nova namorada de Rupert.
- Andrea Anders como Michelle Lasso
- Ellie Taylor como Flo "Sassy" Collins
- Annette Badland como Mae
- Arlo White como ele mesmo, fornecendo comentários antes das partidas

## Recepção
No Rotten Tomatoes, a série tem um índice de aprovação de 91% com base em 64 resenhas, com uma classificação média de 7,94/10. O consenso dos críticos do site diz: "Caloroso e cativante, se não particularmente hilário, Ted Lasso revela sua premissa promocional com otimismo implacável e uma virada encantadora de Jason Sudeikis". O Metacritic deu à série detém uma pontuação média ponderada de 71 de 100 com base em 21 avaliações, indicando "críticas geralmente favoráveis".
No dia 13 de julho de 2021, "Ted Lasso" entrou para a história da televisão, ao receber 20 indicações ao Emmy 2021. A quantidade é recorde para uma série estreante. As 20 nomeações da comédia da Apple TV+ superam o recorde estabelecido há 11 anos, que pertencia à temporada inaugural de "Glee" na Fox, com 19 indicações. "Ted Lasso" está na disputa dos principais prêmios de sua categoria, incluindo Melhor Série de Comédia, Ator (Jason Sudeikis), Atriz Coadjuvante (Hannah Waddingham e Juno Temple), Ator Coadjuvante (Brett Goldstein, Brendan Hunt, Nick Mohammed, Jeremy Swift), além de disputar três troféus de Melhor Direção e dois de Melhor Roteiro com episódios diferentes. Depois das indicações ao Emmy, Ted Lasso se tornou a produção mais vista do Apple TV+.
No dia 26 de julho de 2021, Apple anunciou que o primeiro episódio da segunda temporada foi a maior estreia da história da Apple TV+, entre todas as séries e filmes originais, embora a Apple TV+ não tenha divulgado os dados brutos do sucesso atingido pela série, ela informou que a estreia do segundo ano foi seis vezes maior que a do primeiro.

## Produção
No dia 22 de dezembro de 2020, Bill Lawrence, co-criador e produtor executivo da série, em um bate-papo com os apresentadores do podcast Fake Doctors, Real Friends. Afirmou que Ted Lasso é uma serie inicialmente planejada para ter apenas 3 temporadas.
No dia 11 de junho de 2021, Jason Sudeikis foi confrontado pela EW sobre os planos que tem de encerrar a série após a terceira temporada. A publicação perguntou se a recepção calorosa de fãs e críticos não poderia estender a vida da produção, e a resposta pareceu deixar em aberto a possibilidade de mais temporadas no futuro. "Eu não sei. A história que eu conheço é a que eu queria contar, então essa é a que estamos contando agora com a ajuda de inúmeras pessoas na frente e atrás das câmeras, então de forma alguma eu estou conduzindo tudo", explicou Sudeikis. "Estou feliz que estão dispostos a pagar por essas três temporadas. Quanto a o que acontece no futuro depois disso, quem sabe? Eu não sei".

## Prêmios
| Ano  | Prêmio                | Categoria                                        | Indicados         | Resultados | Notas  |
| ---- | --------------------- | ------------------------------------------------ | ----------------- | ---------- | ------ |
| 2020 | Critics Choice Awards | Melhor Série de Comédia                          | Ted Lasso         | Venceu     | [ 11 ] |
| 2020 | Critics Choice Awards | Melhor Ator em Série de Comédia                  | Jason Sudeikis    | Venceu     | [ 11 ] |
| 2020 | Critics Choice Awards | Melhor Atriz Coadjuvante em Série de Comédia     | Hannah Waddingham | Venceu     | [ 11 ] |
| 2021 | Emmy Awards           | Melhor Série de Comédia                          | Ted Lasso         | Venceu     | [ 12 ] |
| 2021 | Emmy Awards           | Melhor Ator em Série de Comédia                  | Jason Sudeikis    | Venceu     | [ 12 ] |
| 2021 | Emmy Awards           | Melhor Atriz Coadjuvante em Série de Comédia     | Juno Temple       | Indicado   | [ 12 ] |
| 2021 | Emmy Awards           | Melhor Atriz Coadjuvante em Série de Comédia     | Hannah Waddingham | Venceu     | [ 12 ] |
| 2021 | Emmy Awards           | Melhor Ator Coadjuvante em Série de Comédia      | Brett Goldstein   | Venceu     | [ 12 ] |
| 2021 | Emmy Awards           | Melhor Ator Coadjuvante em Série de Comédia      | Brendan Hunt      | Indicado   | [ 12 ] |
| 2021 | Emmy Awards           | Melhor Ator Coadjuvante em Série de Comédia      | Nick Mohammed     | Indicado   | [ 12 ] |
| 2021 | Emmy Awards           | Melhor Ator Coadjuvante em Série de Comédia      | Jeremy Swift      | Indicado   | [ 12 ] |
| 2021 | SAG Awards            | Melhor Performance de Ator em Série de Comédia   | Jason Sudeikis    | Venceu     | [ 13 ] |
| 2021 | SAG Awards            | Melhor Performance de Elenco em Série de Comédia | Ted Lasso         | Indicado   | [ 13 ] |
| 2021 | Golden Globes         | Melhor série - Musical ou comédia                | Ted Lasso         | Indicado   | [ 14 ] |
| 2021 | Golden Globes         | Melhor ator em série - Musical ou comédia        | Jason Sudeikis    | Venceu     | [ 14 ] |